# Supercoppa spagnola 1984 (pallacanestro maschile)
La Supercoppa spagnola 1984  è la 1ª edizione della Supercoppa spagnola di pallacanestro maschile.
La partita è stata disputata il 13 febbraio 1985 presso il Polideportivo Municipal de Alcora di L'Alcora tra il Real Madrid, campione di Spagna 1983-84 e il C.B. Saragozza, vincitore della Copa del Rey 1984.

## Finale
| Arbitri: | Vicente Sanchís Vicente Abellán |

| |            | |
| López Iturriaga 21 | Punti      | 21 Riley |
| Corbalán 2 | Assist     | 2 F. Arcega |
| Romay 8 | Rimbalzi   | 7 Riley |
| 4 Robinson• 10 F. Martín• 11 Corbalán• 14 López Iturriaga• 15 Jackson 5 del Corral• 6 Romay• 7 Biriukov• 8 Velasco• 13 A. Martín | Formazioni | 6 F. Arcega• 9 Riley• 10 J.Á. Arcega• 12 Garris• 13 Zapata 4 Díaz Vázquez• 5 Capablo• 7 Bosch• 8 López Rodríguez |
| Lolo Sainz | Allenatori | Pepe Laso |